# 野田あすか
野田 あすか（のだ あすか、1982年1月27日 - ）は日本のピアニスト。アスコムとマネジメント契約。

## 来歴
1982年生。4歳のころから音楽教室に通い、ピアノを学ぶ。しかし、産まれついての解離性障害、広汎性発達障害と診断される。度々いじめにあい、転校を繰り返したり、自傷行為、リストカット、飛び降り、右下肢不自由などによる入退院を繰り返す。宮崎第一高校を卒業後、宮崎大学教育文化学部（芸術文化コース）に進学したが、人間関係からくるストレスによるパニック障害、過呼吸症候群をおこし中退。22歳の時、広汎性発達障害と診断され、その後、宮崎学園短期大学で長期履修生として音楽を学び、この時、恩師・田中幸子と出会う。
2006年、宮崎日日新聞主催の「宮日音楽コンクール」でグランプリを受賞、同じ年、「名演奏家オーディション」にて奨励賞。2007年「大阪国際音楽コンクール」エスポアール賞、2009年「ローゼンストック国際コンクール」奨励賞と「国際障碍者ピアノフェスティバル・バンクーバー大会」では銀メダル（2位）、オリジナル作品賞、芸術賞の三冠に輝くなど、数多くの表彰歴をもつ。
2015年、著書「発達障害のピアニストからの手紙 〜どうして、まわりとうまくいかないの？〜」（あすか、両親の福徳・恭子夫妻3者共著）を上梓。発達障碍児の気持ちをつづった楽曲を付録のCDとして収録した。
2016年、自作曲10曲を収録したCDブック第2弾『脳科学者が選んだ やさしい気持ちになりたい時に聞く　心がホッとするＣＤブック』（野田あすか音楽、中野信子著、アスコム刊）を出版。
同年、東京・銀座の王子ホールでリサイタルを開き、プロのピアニストとしてデビュー。
2017年、東京・築地の浜離宮朝日ホールをはじめ、大阪、宮崎などでもリサイタルを開催し、完売・万席の大好評を博す。
この一連のリサイタルが、チケット完売が続いたため、浜離宮朝日ホールで2日間の凱旋公演も開催された。
2017年、第8回岩谷時子賞で奨励賞を受賞した。
2018年、初の全国ツアーを開催。島根公演を皮切りに、新潟、高知でリサイタルを開催し、好評を博す。東京は、紀尾井ホールで演奏。静岡、愛知、大阪、兵庫、宮崎でも開催。再び東京での追加公演が決まった。
2018年、ビクターエンタテインメントより、CDアルバム『哀しみの向こう』でメジャーデビュー。

## テレビ・ラジオ
- 2019.12.31　NHKラジオ第１「ラジオ深夜便」・年末特集　障害を乗り越え響くハーモニー～Ｎ響コラボ・コンサートより
- 2019.12（日付不明）　北海道放送「今日ドキッ!」（北海道公演より。同12月30日 TBS NEWS (CS放送)にて再放送）
- 2019.12.13　NHK宮崎放送局総合テレビ「宮崎熱時間」（県内ローカル　同12月14日同じく県内ローカルで再放送）
- 2019.09.20　TBS系「中居正広の金曜日のスマイルたちへ」
- 2019.05.28　NHKラジオ第１「ラジオ深夜便・明日へのことば」あなたはあなたのままでいい　※2015.10.08に放送された回のアンコール放送
- 2019.02.27　NHKワールド・ラジオ日本「Plug-in Japan」[10]
- 2018.11.20　NHK総合「あさイチ」
- 2018.07.20　TBS系「中居正広の金曜日のスマイルたちへ」
- TBSラジオ「大沢悠里のゆうゆうワイド 土曜日版」
- 2018.06.14　MBS「ちちんぷいぷい」
- 2018.04.18　『月刊ショパン』５月号 No.412
- 2018.03.28　TBSラジオ「エンタメExpress」
- 2018.03.27　TBSラジオ「エンタメExpress」
- 2017.12.31　HBC「こころのおと　不屈のピアノ　あすかと悟平の"宇宙的"共演」
- 2017.10.16　TBSラジオ「エンタメExpress」
- 2017.07.28　TBS系「中居正広の金曜日のスマイルたちへ」
- 2017.06.13　フジテレビ系「ノンストップ！」
- 2016.12.02　TBS系「中居正広の金曜日のスマイルたちへ」
- 2016.01.24　NHKラジオ「ラジオ深夜便・明日へのことば」あなたはあなたのままでいい　※2015.10.08に放送された回のアンコール放送
- 2015.10.08　NHKラジオ第１「ラジオ深夜便・明日へのことば」あなたはあなたのままでいい
- 2015.05.02　NHK総合「おはよう日本」
- 2012.12.13　フジテレビ系（宮崎テレビ制作）「おしゃべりピアノ～広汎性発達障害のピアニスト～」（第21回FNSドキュメンタリー大賞）

## 著書
- 2016.09.24　CDブック第2弾『脳科学者が選んだ　やさしい気持ちになりたいときに聞く　心がホッとするCDブック』
- 2015.05.22　CDブック第1弾『CDブック　発達障害のピアニストからの手紙　どうして、まわりとうまくいかないの？』

## リサイタル活動
- 2018.11.19（月）　東京・築地「浜離宮朝日ホール」＜全国ツアー2018＞（追加公演）
- 2018.11.17（土）　静岡「大井川文化会館　ミュージコ」
- 2018.11.10（土）　東京「スクエア荏原　ひらつかホール」
- 2018.09.30（日）　宮崎「都城市総合文化ホール　大ホール」＜全国ツアー2018＞
- 2018.07.21（土）　兵庫「神戸新聞松方ホール」＜全国ツアー2018＞
- 2018.07.20（金）　大阪「あいおいニッセイ同和損保 ザ・フェニックスホール」＜全国ツア* ー2018＞
- 2018.07.18（水）　愛知「アートピアホール」＜全国ツアー2018＞
- 2018.07.15（日）　静岡「浜松市福祉交流センター」＜全国ツアー2018＞
- 2018.07.13（金）　東京「紀尾井ホール」＜全国ツアー2018＞
- 2018.05.13（日）　高知「高知県立県民文化ホール・オレンジホール」＜全国ツアー2018＞
- 2018.05.11（金）　新潟「長岡リリックホール・コンサートホール」＜全国ツアー2018＞
- 2018.03.21（水）　島根「島根県民会館　大ホール」　＜全国ツアー2018＞
- 2017.11.18（土）　東京・築地「浜離宮朝日ホール」
- 2017.11.17（金）　東京・築地「浜離宮朝日ホール」
- 2017.07.01（土）　宮崎「アイザックスターンホール」　地元・宮崎での念願の初ソロリサイタル。
- 2017.04.30（日）　大阪「いずみホール」
- 2017.03.18（土）　東京・築地「浜離宮朝日ホール」
- 2017.03.16（木）　東京・築地「浜離宮朝日ホール」
- 2016.10.19（木）　東京・銀座「王子ホール」　プロピアニストとしてのデビューリサイタル	。

## 講演活動
- 両親は、発達障害に対するを理解を深めてもらうために、「発達障害の娘との30年」というテーマで講演活動を行っている。
- 母・恭子の講演、もしくは父・福徳のトークショー形式が多い。
- 講演に、野田あすかのミニ演奏会が加わることがある。その場合は、発達障害と分からず、孤独だったころの自分へ向けた気持ちを歌った「手紙〜小さいころの私へ〜」を歌うことが多い。

## ディスコグラフィー
- 2018.03.21　CDアルバム『哀しみの向こう』（ビクターエンタテインメント）　※2017年11月16日・17日に浜離宮朝日ホールにて行われたリサイタルのライブ音源。CDとDVDの２枚組。